# Dagsay Rinpoché
Dagsay Rinpoché ou  Dagsay Tulku  (tibétain : བྲག་སྲས་སྤྲུལ་སྐུ, Wylie : brag sras sprul sku ; né au Tibet, à Dartsedo, en 1936) est le 5e Dagsay Rinpoché du monastère Chokri du bouddhisme tibétain situé dans le Kham, le Tibet oriental.

## Biographie
Dagsay Rinpoché (ou Dagsay Tulku Rinpoché), a été reconnu comme le 5e Dagsay Rinpoché, un Tulku du monastère de Chokri où il a été transféré après sa reconnaissance. 
Dagsay Rinpoché et son épouse se sont enfuis du Tibet en 1959 pour l’Inde après le soulèvement tibétain de 1959, échappant aux mauvais traitements infligés par l'armée chinoise envers les moines tibétains. Entre-temps, Dechen Shak-Dagsay qui deviendra une chanteuse connue, fille aînée de la famille est née au Népal. En 1965, Dagsay Rinpoché et sa famille se sont réfugiés en Suisse La Suisse a recueilli vers cette époque environ un millier de réfugiés tibétains.   
En  1965, le 14e Dalaï Lama a demandé à Dagsay Rinpoché de se rendre en Suisse pour servir de lama à un groupe d'un millier de réfugiés tibétains. 
Son monastère au Tibet a été endommagés sous l'occupation chinoise. La Suisse coordonne la restauration du monastère.